# Alcis sublanosa
Alcis sublanosa är en fjärilsart som beskrevs av Eugen Wehrli 1943. Alcis sublanosa ingår i släktet Alcis och familjen mätare. Inga underarter finns listade i Catalogue of Life.